# 鸳鸯刀
《鸳鸯刀》是金庸的一部中篇武侠小说。

## 出版情况
1961年在《明报》刊载。

## 背景设定
故事发生在清朝，围绕传说蕴藏着无敌于天下的大秘密的鸳鸯刀展开情节。

## 故事情节
川陝總督劉於義遣派標頭周威信把一雙“鴛鴦刀”交給皇帝。據說鴛鴦刀中藏著“無敵於天下”的大秘密。大內高手卓天雄裝成瞎子暗中為周威信把關。雙刀被蕭中慧、袁冠南、林玉龍、任飛燕四人奪去。四人不敵卓天雄，落難到一座庵里，任飛燕、林玉龍傳授蕭中慧、袁冠南一套「夫妻刀法」，威力無窮，擊退了卓天雄。在蕭中慧的父親蕭半和的大壽裡，卓天雄又再次出現攪局，欲奪回雙刀，而蕭中慧、袁冠南也再次以「夫妻刀法」擊敗卓天雄，但雙刀中的短刃“鴦刀”也被卓天雄奪去。蕭半和與眾壽客逃至一座荒山外，揭露了自己並非蕭中慧父親的事實。原來蕭半和原是為殲殺滿清皇帝，潛入宮中，淨身當了太監。蕭中慧、袁冠南是被朝廷迫害的袁、楊兩家的兒女。後來“太岳四俠”碰巧將卓天雄抓住，將其與“鴦刀”帶去交給蕭中慧、袁冠南。最終揭露“鴛鴦刀”的秘密原來是“仁者無敵”。

## 主要人物
- 蕭中慧：本姓楊，生父是三湘大俠楊伯沖，蕭半和的義女。
- 袁冠南：是一位書生，在尼姑庵中獲得林玉龍傳授的夫妻刀法打敗了卓天雄，後再與蕭中慧成親時因信物而找到親生母親。
- 周威信：綽號“鐵鞭蓋八方”。
- 卓天雄：以武林绝学震天三十掌与呼延十八鞭闻名江湖，最後不敵楊中慧與袁冠南的夫妻刀法，被太岳四俠所擒。
- 蕭半和：本名蕭義，原是為殲殺滿清皇帝，潛入宮中，淨身當了太監，因皇帝聽聞鴛鴦寶刀而派人去捉拿楊袁二位英雄，最後二位英雄不屈而死。而皇帝把二位夫人關在天牢之中，被蕭義所救。而後楊袁夫人跟隨著蕭義隱瞞身分。
- 任飛燕：因性情暴躁無法獲得夫妻刀法的真髓，於是傳授夫妻刀法給楊中慧。
- 林玉龍：因性情暴躁無法獲得夫妻刀法的真髓，於是傳授夫妻刀法給袁冠南。
- 楊伯沖：三湘大俠，楊中慧的生父。
- 太岳四俠
  - 逍遙子：綽號『煙霞神龍』，太岳四俠中排行老大。
  - 常長風：綽號『雙掌開碑』，太岳四俠中排行老二。
  - 花劍影：綽號『流星趕月』，太岳四俠中排行老三。
  - 蓋一鳴：綽號『八步趕蟾、賽專諸、踏雪無痕、獨腳水上飛、雙刺蓋七省』，太岳四俠中排行老四。

## 改編作品

### 電影
- 1961年，《鴛鴦刀》，共2集，香港峨嵋電影公司，導演李化，編劇李亨，林鳳飾蕭中慧，周驄飾袁冠南，林蛟飾林玉龍，任燕飾任飛燕，石堅飾卓天雄，李清飾蕭半和，李月清飾蕭夫人袁氏，容玉意飾蕭二夫人楊氏，邵漢生飾周方，西瓜刨、唐佳、袁成就、朱由高飾「太岳四俠」

- 1982年，《神经大侠》，香港邵氏公司，導演鲁俊谷，編劇倪匡，惠英红飾蕭中慧，孟元文飾袁冠南，元德飾林玉龍，文雪儿飾任飛燕，王龙威飾卓天雄